# Cybosia postnigrescens
Cybosia postnigrescens là một loài bướm đêm thuộc phân họ Arctiinae, họ Erebidae.